# Collinsella tanakaei
Collinsella tanakaei es una bacteria grampositiva del género Collinsella. Fue descrita en el año 2010. Su etimología hace referencia al microbiólogo japonés Ryuichiro Tanaka. Es anaerobia estricta e inmóvil. Tiene un tamaño de 0,5-1 μm de ancho por 1-3,3 μm de largo. Crece de forma individual o en cadenas. Forma colonias enteras, circulares, opacas y de color gris-beige en agar GAM tras 4 días de incubación. Temperatura óptima de crecimiento de 37 °C. Catalasa y oxidasa negativas. Tiene un contenido de G+C de 60,8-61%. Se ha aislado de heces humanas en Japón. 